# Krzycko Wielkie (gromada)
Krzycko Wielkie – dawna gromada, czyli najmniejsza jednostka podziału terytorialnego Polskiej Rzeczypospolitej Ludowej w latach 1954–1972.
Gromady, z gromadzkimi radami narodowymi (GRN) jako organami władzy najniższego stopnia na wsi, funkcjonowały od reformy reorganizującej administrację wiejską przeprowadzonej jesienią 1954 do momentu ich zniesienia z dniem 1 stycznia 1973, tym samym wypierając organizację gminną w latach 1954–1972.
Gromadę Krzycko Wielkie z siedzibą GRN w Krzycku Wielkim utworzono – jako jedną z 8759 gromad na obszarze Polski – w powiecie leszczyńskim w woj. poznańskim, na mocy uchwały nr 28/54 WRN w Poznaniu z dnia 5 października 1954. W skład jednostki weszły obszary dotychczasowych gromad Boguszyn, Jezierzyce Kościelne, Krzycko Małe, Krzycko Wielkie i Sądzia ze zniesionej gminy Włoszakowice oraz obszar dotychczasowej gromady Gołanice ze zniesionej gminy Święciechowa w tymże powiecie. Dla gromady ustalono 19 członków gromadzkiej rady narodowej.
31 grudnia 1971 gromadę zniesiono, a jej obszar włączono do gromad: Święciechowa (miejscowości Gołanice i Krzycko Małe) i Włoszakowice (miejscowości Boguszyn, Jeziorzyce Kościelne, Krzycko Wielkie i Sądzia) w tymże powiecie.